# Nesoleon braunsi
Nesoleon braunsi är en insektsart som beskrevs av Banks 1909. Nesoleon braunsi ingår i släktet Nesoleon och familjen myrlejonsländor. Inga underarter finns listade i Catalogue of Life.